# Quincy Adams (MBTA-Station)
Quincy Adams ist der Name einer U-Bahn-Station der Massachusetts Bay Transportation Authority (MBTA) in Quincy im Bundesstaat Massachusetts der Vereinigten Staaten. Sie bietet Zugang zum Braintree-Zweig der Linie Red Line.

## Geschichte
Die Station Quincy Adams wurde am 10. September 1983 als nachträglich eingefügter Zwischenhalt zwischen dem Endbahnhof der Red Line in Braintree und der Station Quincy Center eröffnet. Die ursprünglich für 1980 angesetzte Eröffnung verzögerte sich dabei um drei Jahre.

## Bahnanlagen

### Gleis-, Signal- und Sicherungsanlagen
Der U-Bahnhof verfügt über zwei Gleise, die über einen Mittelbahnsteig zugänglich sind.

### Gebäude
Der U-Bahnhof befindet sich an der Adresse Burgin Parkway at Centre Street und ist vollständig barrierefrei zugänglich.

## Umfeld
An der Station besteht eine Anbindung an eine Buslinie der MBTA, zusätzlich stehen 64 Abstellplätze für Fahrräder sowie 2.378 kostenpflichtige Park-and-ride-Parkplätze zur Verfügung.